# Eva-Britt Svensson
Eva-Britt Siv Margareta Svensson, född 5 december 1946 i Värnamo församling, Jönköpings län, är en svensk vänsterpartistisk politiker som var Europaparlamentariker från 2004 till 2011.
Svensson har också bland annat varit kanslisekreterare i Växjö kommun. Hon var ordförande i Folkrörelsen Nej till EU under folkomröstningen om Sveriges medlemskap i Europeiska unionen och folkomröstningen om eurons införande i Sverige och har sedan hon blev ledamot i Europaparlamentet varit förste vice ordförande i Nej till EU.
I Europaparlamentet var Svensson ordförande i Europaparlamentets utskott för kvinnors rättigheter och jämställdhet mellan kvinnor och män och var även vice ordförande i partigruppen Gruppen Europeiska enade vänstern/Nordisk grön vänster (GUE/NGL). Hon omvaldes för en ny period i 2009 års val. Svensson var GUE/NGL:s kandidat när parlamentet skulle välja ny talman 2009. I september 2011 avgick hon som europaparlamentariker av hälsoskäl. Mikael Gustafsson tog över hennes plats i parlamentet.
År 2009 mottog Svensson Riksorganisationen för kvinnojourer i Sveriges (ROKS) pris för ”årets kvinnogärning”.
Eva-Britt Svensson kandiderade till riksdagen 2014, på första plats på Vänsterpartiets riksdagslista i Kronoberg. Hon valdes dock inte in.

## Källhänvisningar
1. 1 2 3  Sveriges befolkning 2000, Sveriges Släktforskarförbund, 2020, läst: 25 augusti 2022.[källa från Wikidata]
2. ↑  Libris, Kungliga biblioteket, 7 januari 2013, Libris-URI: wt7bg3cf5c0zh9d, läst: 24 augusti 2018.[källa från Wikidata]
3. ↑  Europaparlamentets ledamöter, Europaparlamentariker-ID: 28134, läst: 20 april 2022.[källa från Wikidata]
4. 1 2  Europaparlamentets ledamöter, Europaparlamentariker-ID: 28134.[källa från Wikidata]
5. ↑  Sveriges befolkning
2000:
Svensson, Eva-Britt Siv Margareta
(1946-12-05)
Försäkringskassan, uttag avseende 20001231 (2014)
6. ↑  
Vänsterpartiet (28 augusti 2011). ”Eva-Britt Svensson slutar som EU-parlamentariker”. Pressmeddelande.  Arkiverad från originalet den 6 juni 2012.
7. ↑  
”Eva-Britt Svensson lämnar eu-parlamentet”. Smålandsposten. 29 augusti 2011. http://www.smp.se/nyheter/vaxjo/eva-britt-svensson-lamnar-eu-parlamentet%282917758%29.gm. Läst 30 september 2011.
8. 1 2  
Vänsterpartiets delegation i EU-parlamentet (GUE/NGL-gruppen) (29 augusti 2011). ”Eva-Britt Svensson slutar som EU-parlamentariker”. Pressmeddelande.  Läst 30 september 2011. Arkiverad från originalet den 5 oktober 2011.
9. ↑  
Riksdagens snabbprotokoll 2011/12:9 Onsdagen den 28 september Kl.  09:00 - 16:03 Sveriges riksdag. Läst 30 september 2011l